# Santamartabusktyrann
Santamartabusktyrann (Myiotheretes pernix) är en fågel i familjen tyranner inom ordningen tättingar.

## Utseende och läte
Santamartabusktyrannen är en stor (21 cm) rostbrun tyrann. Ovansidan är brun med sortfärgade vingar och svart stjärt med kanelkantade ytterfan. På huvudet syns vitaktig tygel och otydligt svartstreckad vit strupe. Bröstet är olivtonat medan resten av undersidan och ungre vingtäckarna är roströda. Liknande strimstrupig busktyrann är större och ljusare kanel- eller rostbrun under, med tydligare streckning på bröstet och rostkantade och svartspetsade innerfan på vingpennorna. Lätet beskrivs som en tvåstavig vissling, "peeuw".

## Utbredning och status
Fågeln förekommer enbart i Santa Martabergen i nordöstra Colombia. IUCN kategoriserar arten som starkt hotad.